# Classi J, K e N (cacciatorpediniere)
La classe J e le successive K e N sono state tre gruppi di cacciatorpediniere della Royal Navy varati a partire dal 1938 (fra le classi K e N vennero costruite le 16 navi delle più grandi classi L e M). Le tre classi erano composte da otto unità (una flottiglia) ciascuna, i nomi delle quali iniziavano tutti con le lettere J, K o N. Tutte le unità subirono modifiche durante la seconda guerra mondiale, durante la quale ne andarono perse 13. I pennant number delle unità delle tre classi vennero cambiati da F a G nel 1940.

## Origini della classe 'J'
La rapida evoluzione della tecnica navale, e la corsa al gigantismo che si verificava anche tra i caccia, mal si adattavano alla tranquilla prassi inglese di sviluppare con leggere modifiche le varie classi di navi cui misero mano nel periodo interguerra. Il fatto è che gli inglesi terminarono la prima guerra mondiale con la loro marina militare che era ancora la più forte del mondo, e tra i motivi di tale superiorità vi erano i numerosi e potenti cacciatorpediniere classe 'V' e 'W', navi che all'epoca potevano solo essere definite come eccellenti.
Dopo circa dieci anni di stasi, spiegabili anche col fatto che non era urgente rimpiazzare queste più che soddisfacenti unità, gli inglesi ricominciarono a preoccuparsi di mantenere elevati gli standard della loro flotta. Vennero allora varati nel 1926 i due cacciatorpediniere prototipi  Ambuscade e Amazon , da cui derivarono le nove classi  'A', 'B', 'C', 'D', 'E, 'F', 'G', 'H', e 'I' varate una all' anno fra il 1929 e il 1937. Ben 81 navi in tutto, ma ogni classe presentava solo miglioramenti minimi e quindi le 'I' erano rimaste sostanzialmente uguali ai prototipi: s erano tutti vascelli da circa 1.300 t, veloci e con un armamento onesto ma senza alcuna caratteristica straordinaria.  Come osservato da David K. Brown (esperto navale inglese) le nuove flottiglie erano "a discapito dei piccoli miglioramenti apportati ogni volta, considerabili altrettanti punti di passaggio da una situazione di assoluta eccellenza ad una di altrettanto netta obsolescenza". In altre parole,  la produzione inglese si era cristallizzata per anni su di un tipo economico e facile da produrre mentre francesi,  giapponesi ed italiani costruivano caccia da oltre 2 000 t.
Inoltre queste costruzioni erano state numericamente insufficienti per rimpiazzare le navi giunte al limite della loro vita operativa, almeno per i compiti di prima linea. Nel 1935 divenne evidente che c'era urgente bisogno di rinnovare la flotta di cacciatorpediniere in modo molto più incisivo, sia qualitativamente che quantitativamente.
Il programma navale approvato nel 1935 fece costruire a partire dal 1937 i 16 Tribal della prima serie, ma queste potenti unità non erano la vera soluzione, perché erano troppo costose e forse un po' sbilanciate nell'artiglieria rispetto alla dotazione siluristica. Era quindi necessario un altro progetto, al tempo stesso più versatile ed economico, ossia più potente delle classi A-I ma producibile nel gran numero e nei tempi brevi che la minaccia di una guerra imminente rendevano necessari. Così nel biennio 1936-37, mentre veniva completata la classe I, venne progettato un nuovo modello di caccia, derivato in parte dai 'Tribal' ma dotato di un armamento più equilibrato consistente in tre impianti binati di cannoni e due lanciasiluri quintupli, per un totale di ben 16 armi principali. Il maggior dislocamento rispetto agli A-I permise di attrezzare una nave di ciascuna classe come capoflottiglia senza la necessità di costruire un conduttore di maggiori dimensioni.

## Costruzione e tecnica
Dotate dei nuovi cannoni binati Mk XIX, le navi di queste classi erano concentravano una potenza di fuoco elevata in soli tre impianti, lasciando libera la linea di mezzeria a centro nave per ospitare due lanciasiluri quintupli. Le navi erano dotate, come al solito, di un torrione con il locale timoneria coperto, seguito da quello per il sonar, mentre la plancia e la direzione del tiro, sia normale che A/A erano sistemate sopra la struttura.

### Scafo
Lo scafo, per quanto non fosse visibile esternamente, era di costruzione molto diversa da quella delle navi precedenti, inclusi i 'Tribal', perché era di tipo longitudinale, ideato per irrobustire la struttura, e questo contribuì a salvare alcune unità dalla perdita causata dai danni di guerra. Gli unici elementi continui erano la chiglia e dai paramezzali, con le costole messe in opera al di sopra di essi. Questa soluzione migliorava nettamente la resistenza agli sforzi di torsione e di insellamento, e permetteva un maggiore uso della saldatura per la costruzione. Gli spruzzi delle ondate a prua erano un poco eccessivi, a causa non tanto di un basso bordo libero quanto del peso delle due torri d'artiglieria prodiere. 
Lo scafo aveva un castello che si estendeva per circa un terzo della lunghezza, mentre il tagliamare dava origine ad un cavallino assai pronunciato, per migliorare le doti di tenuta al mare. L'unico ponte continuo era quello di coperta. Gli alloggi per i comuni e i sottufficiali erano a prua, mentre gli alloggi ufficiali erano a poppa.
Quanto a sovrastrutture, la tuga prodiera partiva da metà del castello e si prolungava fin davanti al fumaiolo, comprendendo i locali di timoneria, la plancia ed il locale ventilatori; la tuga poppiera ospitava invece la mensa ufficiali e la cucina.
Le macchine, sistemate a mezza nave, erano simili a quelle delle altre classi di caccia britannici, e basate su 2 caldaie tipo Ammiragliato, operanti alla pressione di 21 kg/cm², abbinate a turbine Parsons su 2 assi, ma con i condotti serviti da un unico fumaiolo, inclinato all'indietro, per migliorare il campo di tiro delle artiglierie antiaeree. Per ottenere questo risultato i locali caldaie erano sistemati contigui l'uno dietro l'altro, anche se questa compattezza di disegno era rischiosa in caso di colpi in pieno, perché uno di questi avrebbe potuto mettere fuori uso entrambe le caldaie.
Vi erano due alberi, di cui l'anteriore a tripode sosteneva le antenne radio. Le armi contraeree leggere erano sistemate sulle ali di plancia (mitragliatrici Vickers da 12,7 mm) ed immediatamente dietro il fumaiolo (impianto quadruplo pom-pom).

### Armamento

#### Classi J e K
L'artiglieria principale era costituita da 6 cannoni da 120/50 mm in 3 impianti binati Mk XIX, pesanti 25 tonnellate, con torretta aperta, elevazione di 40 gradi e cadenza di tiro, dipendente dal caricamento manuale, fino a 10 colpi per minuto. Due impianti erano a prua, uno davanti e l'altro sopra la tuga prodiera. Il terzo era sulla tuga poppiera, vicino a un riflettore,  in una postazione sopraelevata. Erano azionati con un impianto elettro-idraulico alimentato da 2 generatori diesel e così erano energeticamente indipendenti dall'apparato propulsivo, vantaggio non da poco per una nave militare (in particolare, con un solo locale caldaie in funzione i turbogeneratori non avrebbero potuto fornire potenza sufficiente per l'azionamento degli impianti. Si noti che questa condizione si verifica non solo in caso di danni, ma anche in navigazione a velocità economica).
La difesa dalle minacce aeree era inizialmente fornita dal tiro di sbarramento dei cannoni principali,  da un impianto quadruplo Vickers-Armstrong QF 2 lb MK VII  (basato su mitragliere Vickers da 40/39 mm,  una vecchia arma ancora ampiamente impiegata nella RN all'epoca) e due impianti quadrupli da 12,7 mm Mk III sulle ali di plancia.
I siluri erano 10, in impianti quintupli Mk II, disposti a metà scafo, brandeggiabili su entrambi i lati. 
All'inizio della seconda guerra mondiale l'armamento antisommergibile era assai primordiale in tutte le marine e queste navi non facevano eccezione: avevano solo due lanciabombe laterali e una tramoggia poppiera per cariche di profondità.
Non vi erano predisposizione per la posa di mine, a differenza delle analoghe navi tedesche ed italiane.
Alla fine della guerra i caccia superstiti avevano fino a 10 mitragliere aggiuntive da 20mm Oerlikon.

#### Classe N
La classe N ebbe fin dall'inizio un miglior armamento antiaereo, in particolare un cannone AA da 102 mm al posto di un lanciasiluri.

## Navi
La iniziale dei pennant number delle unità delle tre classi venne cambiata nel 1940 da F a G.
- ‡ = cacciatorpediniere conduttori

### Classe J
| Pennant number | Nome                 | Costruttori                                         | Impostazione      | Varo              | Completamento     | Destino |
| -------------- | -------------------- | --------------------------------------------------- | ----------------- | ----------------- | ----------------- | --- |
| F00            | Jervis ‡             | Hawthorn Leslie & Company, Hebburn                  | 26 agosto 1937    | 9 settembre 1938  | 12 maggio 1939    | Venduta per essere demolita nel 1949                                                                           |
| F22            | Jackal               | John Brown & Company, Clydebank                     | 24 settembre 1937 | 25 ottobre 1938   | 31 marzo 1939     | Colpita da una bomba al largo di Mersa Matruh l'11 maggio 1942 e autoaffondata dalla Jervis il giorno seguente |
| F34            | Jaguar               | William Denny & Brothers, Dumbarton                 | 25 novembre 1937  | 22 novembre 1938  | 12 settembre 1939 | Silurata dall'U-boat U.652 al largo di Sollum il 26 marzo 1942                                                 |
| F46            | Juno (ex-Jamaica)    | Fairfield Shipbuilding & Engineering Company, Govan | 15 ottobre 1937   | 8 dicembre 1938   | 25 agosto 1939    | Bombardata e affondata da bombardieri italiani al largo di Creta il 21 maggio 1941                             |
| F53            | Janus                | Swan Hunter & Wigham Richardson, Wallsend           | 29 settembre 1937 | 11 ottobre 1938   | 5 agosto 1939     | Silurata e affondata al largo di Anzio da aerei tedeschi il 23 gennaio 1944                                    |
| F61            | Javelin (ex-Kashmir) | John Brown                                          | 11 ottobre 1937   | 21 dicembre 1938  | 10 giugno 1939    | Venduta per essere demolita nel 1949                                                                           |
| F72            | Jersey               | J. Samuel White, Cowes                              | 1937              | 26 settembre 1938 | 28 aprile 1939    | Colpita da una mina al largo della Valletta il 2 maggio 1941, spezzata in due e affondata due giorni dopo      |
| F85            | Jupiter              | Yarrow & Company, Scotstoun                         | 28 settembre 1937 | 27 ottobre 1938   | 25 giugno 1939    | Affondata dopo aver colpito una mina olandese durante la battaglia del Mare di Giava il 27 febbraio 1942       |
| -              | Jubilant             | -                                                   | -                 | -                 | -                 | Ordinata nel marzo 1937, cancellata nel dicembre 1937                                                          |

### Classe K
| Pennant number | Nome                 | Costruttori                             | Impostazione     | Varo            | Completamento     | Destino |
| -------------- | -------------------- | --------------------------------------- | ---------------- | --------------- | ----------------- | --- |
| F01            | Kelly ‡              | Hawthorn Leslie                         | 26 agosto 1937   | 25 ottobre 1938 | 23 agosto 1939    | Affondata da aerei tedeschi al largo di Creta il 23 maggio 1941 |
| F28            | Kandahar             | Denny                                   | 18 gennaio 1938  | 21 marzo 1939   | 10 ottobre 1939   | Danneggiata dopo aver colpito una mina al largo di Tripoli il 19 dicembre 1941, affondata a cannonate dalla Jaguar il giorno seguente |
| F12            | Kashmir (ex-Javelin) | John I. Thornycroft & Company, Woolston | 18 novembre 1937 | 4 aprile 1939   | 26 ottobre 1939   | Affondata da aerei tedeschi al largo di Creta il 23 maggio 1941 |
| F37            | Kelvin               | Fairfield                               | 5 ottobre 1937   | 19 gennaio 1939 | 27 novembre 1939  | Venduta per essere demolita nel 1949 |
| F45            | Khartoum             | Swan Hunter                             | 27 ottobre 1937  | 6 febbraio 1939 | 6 novembre 1939   | Affondata nel porto di Perim dopo l'esplosione di un siluro a bordo il 23 giugno 1940 |
| F50            | Kimberley            | Thornycroft                             | 17 gennaio 1938  | 1º giugno 1939  | 21 febbraio 1940  | Venduta per essere demolita nel 1949 |
| F64            | Kingston             | White                                   | 6 ottobre 1937   | 9 gennaio 1939  | 14 settembre 1939 | Gravemente danneggiata dalla nave da battaglia italiana Littorio durante la seconda battaglia della Sirte il 22 marzo 1942. Bombardata da aerei tedeschi mentre si trovava in bacino per riparazioni a Malta l'11 aprile seguente e danneggiata irreparabilmente. Utilizzata come frangiflutti |
| F91            | Kipling              | Yarrow                                  | 26 ottobre 1937  | 19 gennaio 1939 | 22 dicembre 1939  | Affondata da aerei tedeschi al largo di Mersa Matruh l'11 maggio 1942 |

### Classe N
Delle otto unità componenti la classe, cinque andarono alla Royal Australian Navy, uno alla Marynarka Wojenna, la marina militare polacca dipendente dal governo in esilio ma operante sotto il comando britannico, e due alla Koninklijke Marine dei Paesi Bassi.
| Pennant number        | Nome                | Costruttori        | Impostazione       | Varo               | Completamento      | Destino |
| Koninklijke Marine    | Koninklijke Marine  | Koninklijke Marine | Koninklijke Marine | Koninklijke Marine | Koninklijke Marine | Koninklijke Marine |
| --------------------- | ------------------- | ------------------ | ------------------ | ------------------ | ------------------ | --- |
| G84                   | Noble               | Denny              | 10 luglio 1939     | 17 aprile 1941     | 20 febbraio 1942   | Ceduta ai Paesi Bassi come Van Galen nel 1942, venduta per essere demolita nel 1957                                                    |
| G16                   | Nonpareil           | Denny              | 22 maggio 1940     | 25 giugno 1941     | 30 ottobre 1942    | Ceduta ai Paesi Bassi come Tjerk Hiddes nel 1942. Ceduta all'Indonesia come Gadjah Mada nel 1951, venduta per essere demolita nel 1961 |
| Royal Australian Navy |                     |                    |                    |                    |                    | |
| G97                   | Napier ‡            | Fairfield          | 26 luglio 1939     | 22 maggio 1940     | 11 dicembre 1940   | Venduta per essere demolita nel 1945                                                                                                   |
| G02                   | Nestor              | Fairfield          | 26 luglio 1939     | 9 luglio 1940      | 12 febbraio 1941   | Bombardata da aerei italiani il 15 giugno 1942 e autoaffondata dalla Javelin con cariche di profondità                                 |
| G38                   | Nizam               | John Brown         | 27 luglio 1939     | 4 luglio 1940      | 19 dicembre 1940   | Venduta per essere demolita nel 1955                                                                                                   |
| G49                   | Norman              | Thornycroft        | 27 luglio 1939     | 30 ottobre 1940    | 29 settembre 1941  | Venduta per essere demolita nel 1958                                                                                                   |
| G25                   | Nepal (ex-Norseman) | Thornycroft        | 9 settembre 1939   | 4 dicembre 1941    | 29 maggio 1942     | Venduta per essere demolita nel 1955                                                                                                   |
| Marynarka Wojenna     |                     |                    |                    |                    |                    | |
| G65                   | Nerissa             | John Brown         | 26 luglio 1939     | 7 maggio 1940      | 12 febbraio 1941   | Ceduta alla Polonia come Piorun nel 1940, restituita e rinominata HMS Noble nel 1946, venduta per essere demolita nel 1955             |

## Servizio
Queste tre classi erano formate da 8 unità, non 8+1 come le classi precedenti (in cui la capoflottiglia aveva non solo attrezzature aggiuntive ma anche dislocamento maggiore), dato che erano abbastanza grandi da poter ospitare il comando. Le classi 'J' e 'K' erano anche note come classi Jervis e Kelly dal nome della loro capoflottiglia. 
Le prime due classi vennero completate entro il luglio 1939, con un programma di emergenza sintomatico della imminenza della guerra. La 'N' arrivò in servizio solo dopo l'inizio della guerra, nel 1940-42, e tutte le sue navi furono condotte fin dall'inizio da equipaggi alleati: 5 australiani, 2 olandesi e 1 polacco.
Le unità ebbero una vita operativa intensissima, combattendo principalmente (ma non solo) prima in Atlantico e poi nel teatro mediterraneo. Questo mare ristretto era una destinazione naturale per le unità relativamente piccole, ma richiedeva una difesa antiaerea che esse non avevano; d'altro canto, però, avevano un armamento antinave decisamente superiore a quello delle controparti italiane. 

### Classe J
La capoclasse Jervis venne danneggiato dagli SLC durante l'incursione su Alessandria nella famosa azione che portò nel dicembre 1941 al danneggiamento della HMS Queen Elizabeth e HMS Valiant e quindi da una bomba guidata Hs 293 al largo di Anzio nel gennaio 1944. Alla fine, risultò una delle sole 2 'J' sopravvissute alla guerra.
Lo Jaguar  venne affondato dall'U-652 il 26 marzo 1942, al largo di Sidi el Barrani.
Il Jersey affondò su mine vicino a Malta, il 6 maggio 1941.
Lo Juno affondò il 21 maggio 1941 a causa di bombe italiane (Cant 1007Z).
Lo Jupiter affondò su di un campo minato olandese il 27 febbraio 1942, durante le operazioni nel Mare di Giava.

### Classe K.
Il Kelly, varato dai cantieri 'Geordie' di Hatworn Leslie, portante il nome di un comandante della flotta inglese deceduto nel 1936, prese il mare al comando di Lord Mountbatten, primo ed unico comandante della nave. Essa, dopo aver trasportato in patria i duchi di Windsor dal loro esilio francese, passò poi alla guerra attiva. La sua prima azione fu per la salvezza dei naufraghi della portaerei Courageus, affondata da un sottomarino tedesco appena 2 settimane dopo lo scoppio della guerra.
In breve tempo, essa venne danneggiata dallo scoppio di una mina, dopo essere stata riparata venne ancora danneggiata dalla collisione con il Gurkha, una più grossa nave classe Tribal.
Durante un'azione notturna, infine, il Kelly  venne colpito da una motosilurante tedesca, e il siluro, entrato a lama di coltello dentro il fianco prima di esplodere, provocò uno squarcio di 15 metri che quasi mandò a fondo la nave prima che essa riuscisse a raggiungere un porto amico. Nel 1941 andò in Mediterraneo, dove sostituì un lanciasiluri con 2 cannoni antiaerei da 102 mm.La capoclasse Jervis,
Anche così esso ebbe la peggio quando il 23 maggio 1941, assieme al Kashmir, venne attaccato da 24 Ju 87 tedeschi. La nave era impegnata nella disperata operazione di salvataggio, effettuata da parte della Royal Navy, di 50.000 soldati inglesi dalla Grecia ormai caduta in mano tedesca. Pur sparando con tutte le armi di bordo e manovrando violentemente, sia il Kashmir che il Kelly vennero colpiti mortalmente. Quest'ultimo, nei 21 mesi della sua carriera aveva già avuto ben 3 danneggiamenti gravi, pur non partecipando a grandi battaglie, prima di questo colpo definitivo, con una bomba che lo centrò a mezzanave, facendolo rovesciare e inabissare in un fondale di 2700 metri. Il Kipling, altra nave classe 'K', venne in soccorso dei naufraghi, salvandone 279, ma subendo vittime a sua volta a causa del mitragliamento da parte degli aerei tedeschi.

### Valutazione e destino
Costruiti con criteri eminentemente offensivi, questi caccia ebbero poche occasioni di scaricare le proprie armi contro avversari di superficie, mentre la minaccia 'asimmetrica' aerea e subacquea si dimostrò molto più grave.
Anche se non impiegate nell'esatto ruolo per cui erano state progettate, furono unità  valide, sebbene dotate di artiglieria principale poco efficace contro la minaccia aerea e di un limitato armamento antisommergibile.
Le prime due classi ebbero perdite elevate: 6 navi su 8 in ciascuna, dovute principalmente all'offesa aerea. La classe N ebbe invece una sola perdita, il Nestor. Questo dipese in buona parte dal minor tempo di servizio bellico (oltretutto svolto mentre l'Asse non aveva più la precedente supremazia) e dal miglior armamento antiaereo (montavano fin dall'inizio un cannone da 102 mm al posto di un lanciasiluri).
Dopo la guerra, i quattro superstiti J e K, usurati dal servizio bellico,  vennero subito radiati e demoliti nel 1949. Sei anni dopo toccò ai cinque N restituiti da australiani e polacchi.  Le navi olandesi sopravvissero più a lungo: il Van Galen venne radiato nel 1956 mentre il Tjerk Hiddes venne trasferito all'Indonesia nel 1951. La sua demolizione nel 1961 chiuse l'era di queste navi.